# Isidati Yama
Isidati Yama är en bergstopp i Antarktis. Den ligger i Östantarktis. Norge gör anspråk på området. Toppen på Isidati Yama är 2 171 meter över havet.
Terrängen runt Isidati Yama är platt åt sydväst, men åt nordost är den kuperad. Trakten är obefolkad. Det finns inga samhällen i närheten. 